# مارک ادورثی
مارک ادورثی (انگلیسی: Marc Edworthy؛ زادهٔ ۲۴ دسامبر ۱۹۷۲) بازیکن فوتبال اهل بریتانیا است.
از باشگاه‌هایی که در آن بازی کرده‌است می‌توان به باشگاه فوتبال کریستال پالاس، باشگاه فوتبال دربی کانتی، باشگاه فوتبال برتون آلبیون، باشگاه فوتبال ولورهمپتون واندررز، باشگاه فوتبال نوریچ سیتی، باشگاه فوتبال کاونتری سیتی، باشگاه فوتبال پلیموث آرگیل، و باشگاه فوتبال لستر سیتی اشاره کرد.